# Louis Brunhart
Louis Brunhart (* 29. Dezember 1902 in Balzers; † 16. Januar 1980 ebenda) war ein liechtensteinischer Politiker (FBP).

## Biografie
Brunhart war eines der acht Kinder von Gebhard Brunhart und dessen Frau Anna Maria (geborene Büchel). Er war als Bauunternehmer tätig. Von 1945 bis 1951 war er Pächter des Steinbruchs Balzers. Politisch in der Fortschrittlichen Bürgerpartei aktiv, gehörte er dem Landtag des Fürstentums Liechtenstein von 1939 bis 1945 als Abgeordneter an. Im Anschluss fungierte er von 1945 bis 1949 als Stellvertreter Abgeordneter. Von 1945 bis 1953 war Brunhart Mitglied der Verwaltungsbeschwerdeinstanz.
1931 heiratete er Theresia Nutt. Aus der Ehe gingen drei Kinder hervor.